# Sten-Erik Anderson
Sten-Erik Anderson (ur. 30 stycznia 1991 r. w Sindi) – estoński wioślarz.

## Osiągnięcia
- Mistrzostwa Świata Juniorów – Linz 2008 – dwójka podwójna – 19. miejsce[1].
- Mistrzostwa Świata Juniorów – Brive-la-Gaillarde 2009 – czwórka podwójna – 16. miejsce[1].
- Mistrzostwa Świata U-23 – Brześć 2010 – ósemka – 7. miejsce[1].
- Mistrzostwa Europy – Montemor-o-Velho 2010 – ósemka – 8. miejsce[1].